# 反擴散
反擴散（英語：Counterproliferation）是指防止武器製造與貿易的外交、情報、軍事行動，通常是針對大規模殺傷性武器，但常規武器也包括在內，這類行動通常會交由軍隊、執法單位、情報機構等組織來執行。與之類似的還有防擴散（nonproliferation），這是與軍備控制相關的術語，較側重於外交、法律和行政措施來阻止武器的獲取。